# Hydriomena insulicolata
Hydriomena insulicolata är en fjärilsart som beskrevs av William Schaus 1933. Hydriomena insulicolata ingår i släktet Hydriomena och familjen mätare. Inga underarter finns listade i Catalogue of Life.